# Na život a na smrt (Kobra 11)
Na život a na smrt (v německém originále Auf Leben und Tod) je první díl jedenácté řady německého akčního seriálu Kobra 11. Premiérově odvysílán byl 22. března 2007 na stanici RTL, v Česku 21. dubna 2008 na TV Nova.

## Obsazení
| Erdogan Atalay       | Semir Gerkhan |
| René Steinke         | Tom Kranich   |
| Gedeon Burkhard      | Chris Ritter  |
| Christian Redl       | Roman Gehlen  |
| Gabriel Merz         | Erik Gehlen   |
| Joachim Dietmar Mues | Bernd Simon   |
| Thomas Huber         | Stefan Fried  |
| Linda Chang          | Kim           |